# Олексієнко Іван Іванович
Іван Іванович Олексієнко (нар. 5 листопада 1979, Українська РСР) — український футболіст, півзахисник.

## Клубна кар'єра
Футболом розпочав займатися в запорізькому «Металурзі». На початку 1998 року призваний на військову службу, під час якої грав у військових командах ЦСКА-2 Київ та ВПС (Краматорськ). По завершенні військової служби повернувся до запорізького «Металурга». Влітку 2003 року перейшов до «Спартака-Горобини», у футболці якого 2005 року завершив кар'єру професіонального футболіста. Також виступав за аматорські колективи ЗАлК (Запоріжжя) та «Таврія-Скіф».

## Кар'єра в збірній
У 2001 році у складі студентської збірної України взяв участь у Літній Універсіаді.

## Досягнення

### У збірній
Студентська збірна України
- Літня Універсіада
  -  Срібний призер (1): 2001

### Відзнаки
- Майстер спорту міжнародного класу: 2001